# Svetlianska cerina
Svetlianska cerina je přírodní rezervace v oblasti Cerová vrchovina.
Nachází se v katastrálním území obce Veľké Teriakovce v okrese Rimavská Sobota v Banskobystrickém kraji. Území bylo vyhlášeno či novelizováno v roce 1976 na rozloze 15,3000 ha. Ochranné pásmo nebylo stanoveno.